# Aminokyselinové komplexy kovů
Aminokyselinové komplexy kovů jsou skupina komplexních sloučenin, které obsahují konjugované zásady aminokyselin, aminokarboxyláty. Aminokyseliny jsou v přírodě široce rozšířené a všechny mohou sloužit jako ligandy pro přechodné kovy.
Tento článek nepopisuje komplexy amidů (jako jsou například peptidy) a esterů aminokyselin. Rovněž di něj nejsou zahrnuty polyaminokyseliny, kam patří mimo jiné kyselina ethylendiamintetraoctová a nitrilotrioctová.

## Druhy vazeb

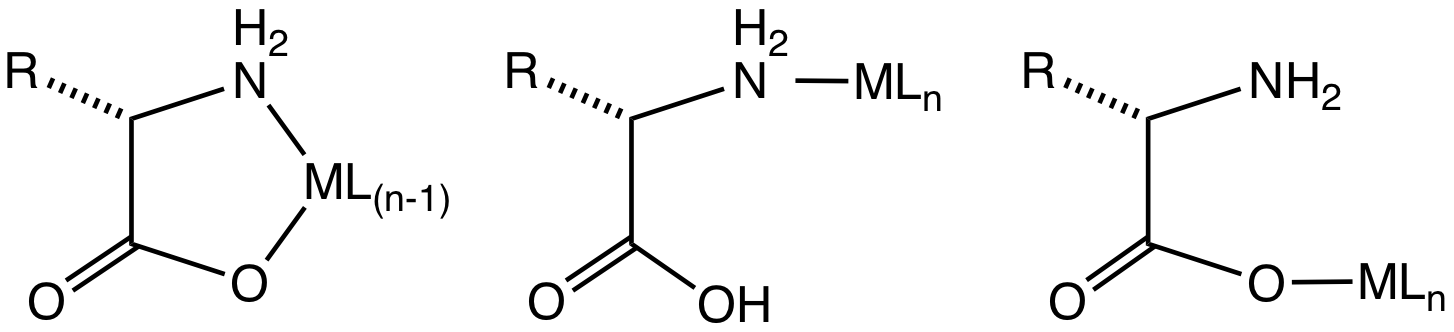
Tři možné způsoby navázání 2-aminokarboxylátů a podobných ligandů

Nejčastěji se aminokyseliny na kovy navazují jako bidentátní N,O ligandy, kdy využívají aminovou i karboxylovou skupinu; v takových případech se vytváří pětičlenné chelatační kruhy. Chelátový kruh je na sp3-hybridizovaném uhlíku a na dusících mírně odchýlen od pravidelného tvaru.
U aminokyselin obsahujících koordinující substituenty je rozsah možných struktur širší, protože se do koordinace mohou zapojit také tyto substituenty. Histidin, kyselina asparagová, methionin, a cystein občas tvoří tridentátní komplexy typů N,N,O, N,O,O, S,N,O, a S,N,O.
Jsou známy i komplexy kineticky inertních iontů kovů s monodentátními aminokyselinovými ligandy, mohou být vázané přes dusík i přes kyslík. Předpokládá se přechodná existence takových komplexů u řady kineticky nestálých kovových iontů, jako je Zn2+.

## Stechiometrie a struktura

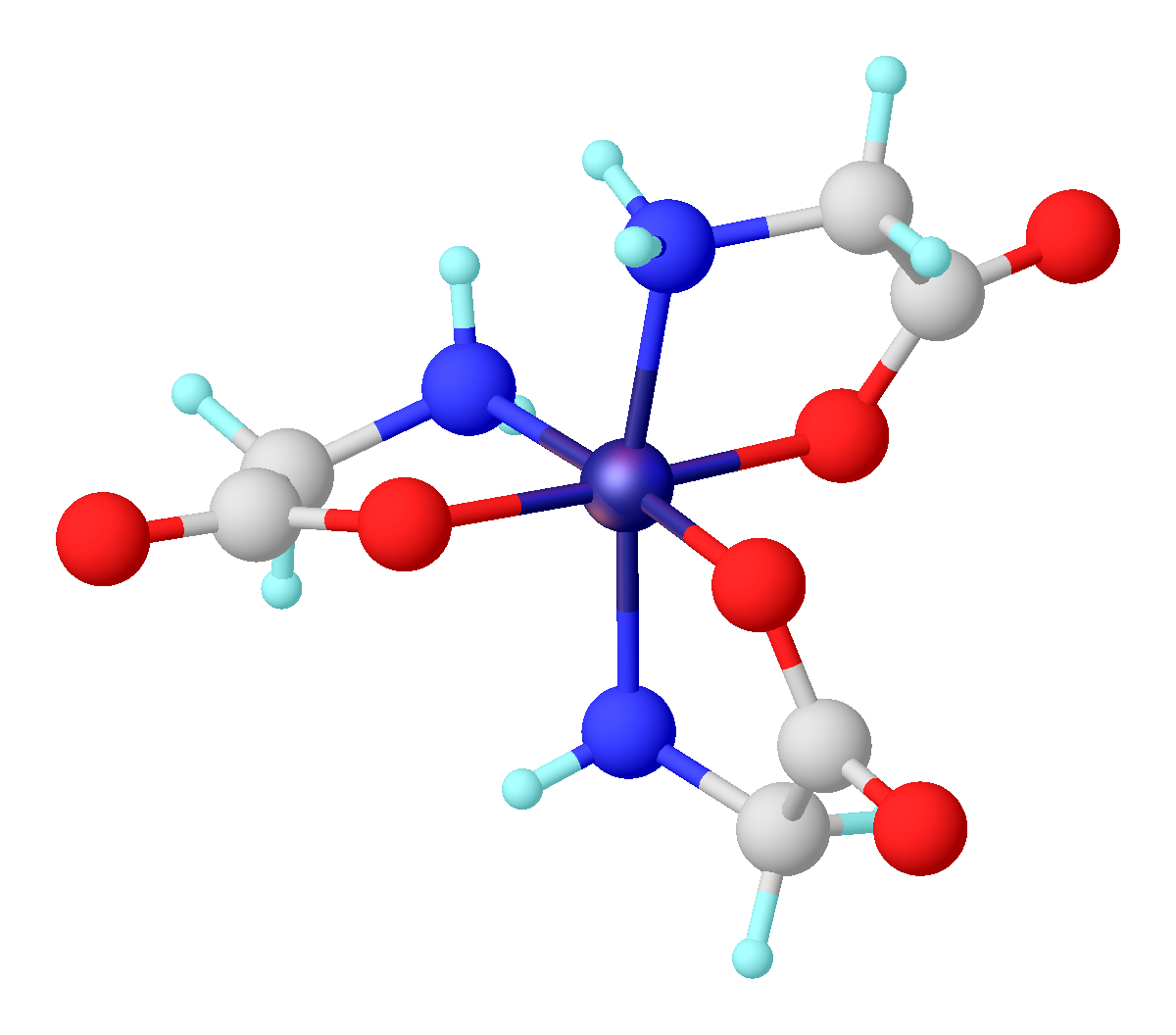
Co(glycinát)3
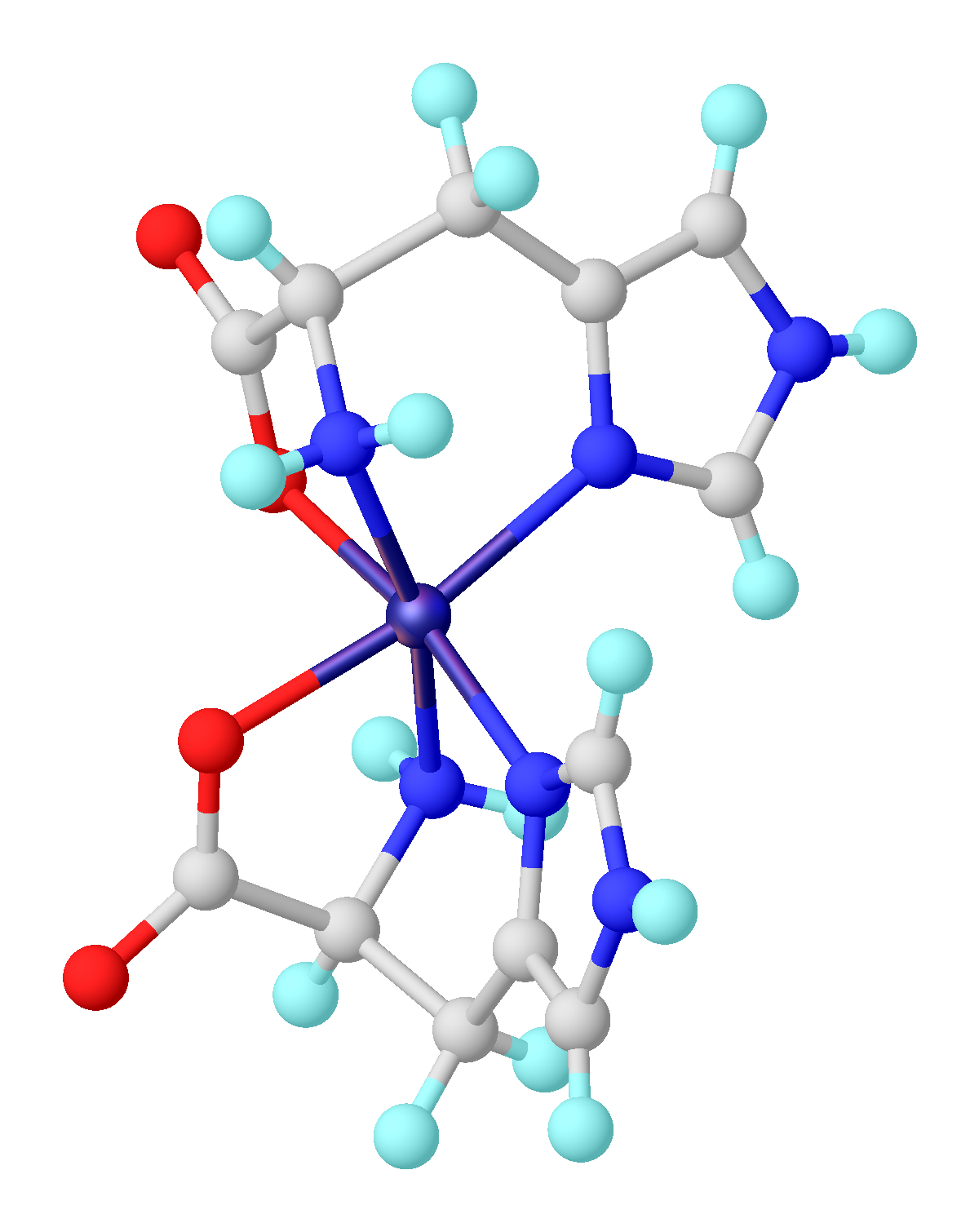
[Ni(κ3-histidinát)2]2−
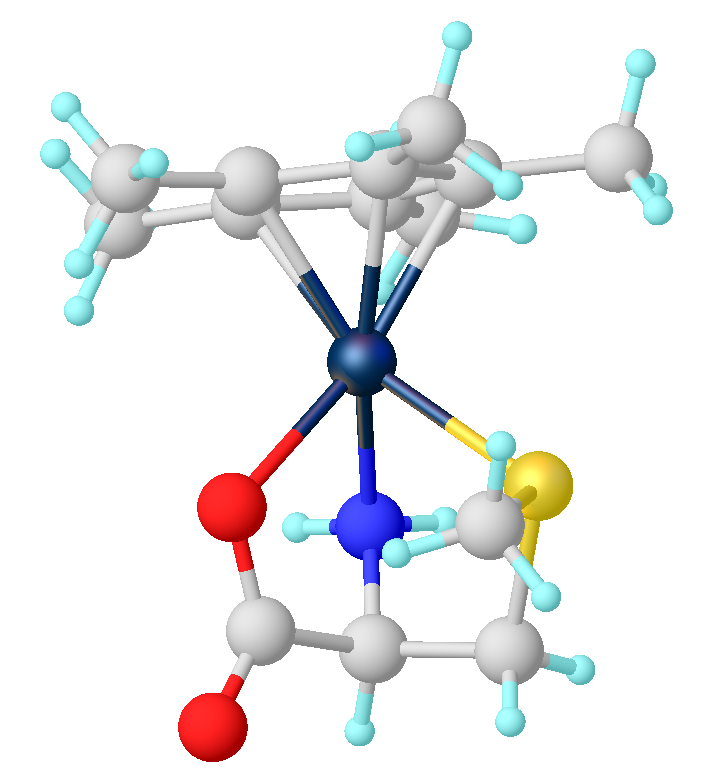
Cp*Ir(κ^{3}-methionin)]^{+}
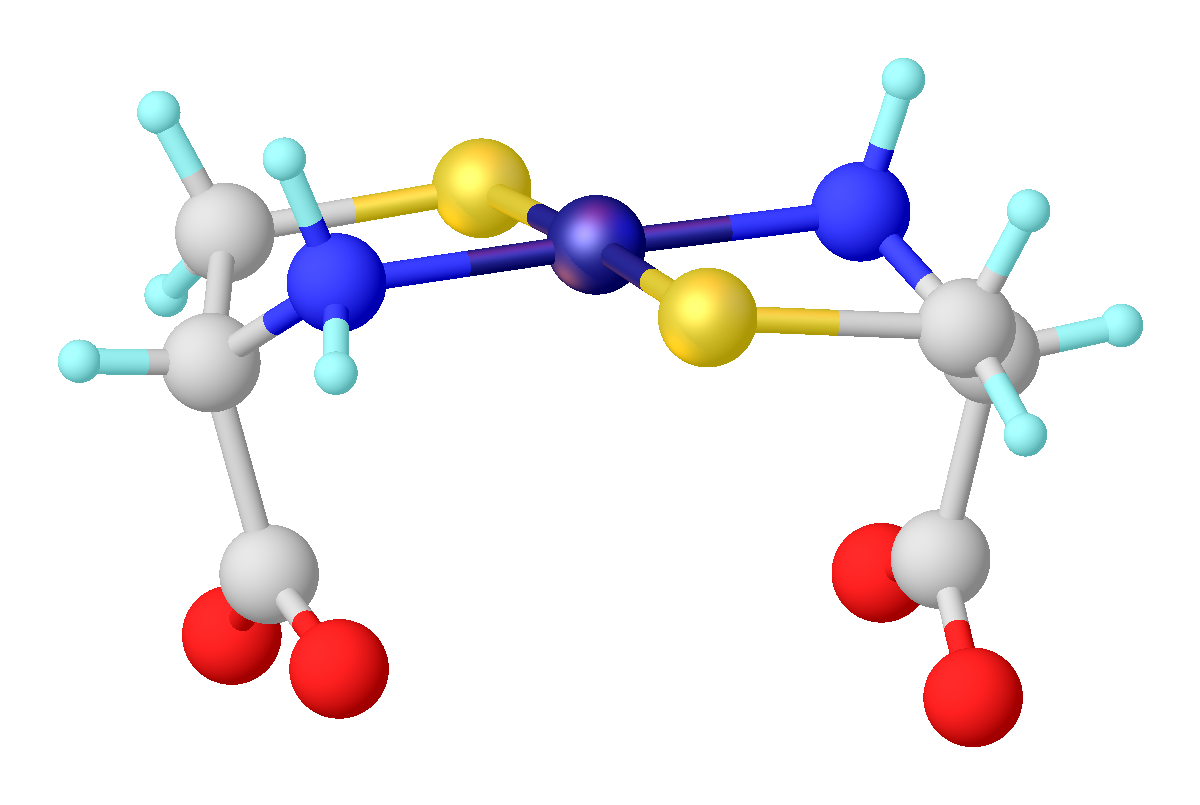
[Ni(cysteinát)2]2−

### Homoleptické komplexy (pouze aminokyselinové ligandy)
Smícháním solí kovů s roztoky aminokyselin za neutrálního nebo zásaditého pH obvykle vznikají bis- či tris-komplexy. U kovových iontů upřednostňujících oktaedrické uspořádání mívají stechiometrii M(aa)3 (aa = aminokarboxylát, například glycinát, H2NCH2COO−.
Komplexy se stechiometrií 3:1 odpovídají vzorci [M(O2CC(R)HNH2)3]z a jsou oktaedrické. Mohou vytvářet faciální a meridionální izomery, oba chirální. Počet možných stereoizomerů je vyšší u aminokyselin, které nejsou homochirální. U tris(glycinátu) kobaltitého byl izolován fialový meridionální i červeno-růžový faciální izomer.
Komplexy L-alaninu, L-leucinu, a dalších aminokyselin mají čtyři stereoizomery.
Cystein se váže skrz atom N a thiolátovou skupinu.
Ke komplexům se stechiometrií 2:1 patří například glycinát měďnatý, [Cu(O2CC(R)HNH2)2], který je znám v bezvodé podobě i jako pentahydrát. Pokud je geometrie čtvercově rovinná, tak komplexy tohoto druhu vytváří cis- a trans-izomery. I zde se různorodost stereochemie zvyšuje u komplexů aminokyselin, které nejsou homochirální.
Jsou známy i homoleptické komplexy tridentátních aminokyselin, jako je Ni(κ3-histidinát)2.

### Peptidy a bílkoviny
Mimo samotné aminokyseliny mohou i peptidy a bílkoviny tvořit komplexy s kovy, které slouží jako kofaktory. Alfa-aminové a karboxylátové skupiny aminokyselin se většinou tvorby komplexů neúčastní, protož jsou zapojeny do peptidových vazeb. U zbytků na N-koncích jsou dostupné α-aminové a na O-koncích karboxylátové skupiny. Významnými aminokyselinami pro takové případy jsou histidin (imidazol), cystein (thiolát), a methionin (thioether).

### Heteroleptické komplexy (aminokyseliny a další ligandy)

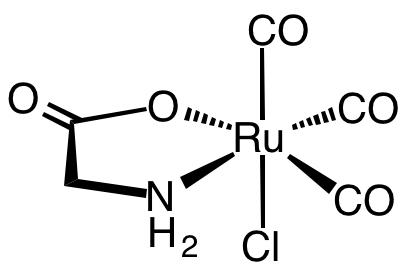
Struktura trikarbonylchloroglycinátu ruthenatého, RuCl(gly)(CO)_{3}, používaného jako léčivo uvolňující CO

Komplexy s ligandy více druhů jsou běžné u mnoha aminokyselin. Příkladem může být [Co(en)2(glycinát)]2+, obsahující en (ethylendiamin). Z organokovových komplexů jde například o Cp*Ir(κ3-methionin).

## Příprava a reakce

Vnitromolekulární reakce vytvářející komplex Co s glycinamidem

Jako příklad tvorby aminokyselinového komplexu lze uvést glycinát kobaltitý, připravovaný reakcí glycinu s triskarbonátokobaltitanem sodným. Podobně se připravují také tris(cheláty) dalších aminokyselin.
Dalším způsobem je výměna ligandů aquakomplexů a konjugovaných zásad aminokyselin:
[PtCl4]2− + 2 H2NCH(R)CO2− → [Pt(H2NCH(R)CO2)2] + 4 Cl−
V bioanorganické chemii se používá příprava hydrolýzou amidů a esterů aminokyselin (en = ethylendiamin):
[(en)2CoOH(κ1N-H2NCH(R)CO2Et)]2+ → [(en)2CoOH(κ2NO-H2NCH(R)CO2)]2+ + EtOH
Protože jsou příslušné pětičlenné chelatační kruhy MNC2O poměrně stálé, tak se aminokyselinové komplexy používají jako chránicí skupiny pro aminokyseliny, což rozšiřuje rozsah možných reakcí na postranním řetězci.

## Aminokarboxylátové komplexy

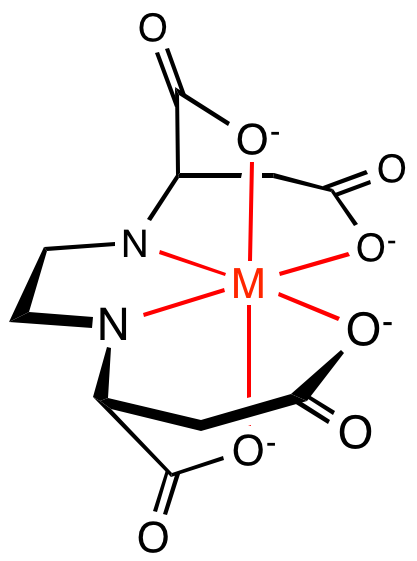
Komplex kyseliny ethylendiamin-N,N-dijantarové

Organické sloučeniny obsahující dvě nebo více 2- a 3-aminokarboxylátových skupin se často objevují v přírodě, průmyslu i výzkumu. Patří sem například kyselina ethylendiamintetraoctová a kyselina nitrilotrioctová.